# Ricardo Viñes
Ricardo Viñes Roda (Lérida, 5 de febrero de 1875-Barcelona, 29 de abril de 1943) fue un pianista español. Formado en Barcelona y París, triunfó en toda Europa como intérprete y divulgador de la moderna música francesa y española.  Gran amigo de Maurice Ravel, Claude Debussy y Manuel de Falla. Este último le dedicó la obra Noches en los jardines de España. Fue maestro de piano de Francis Poulenc.

## Biografía

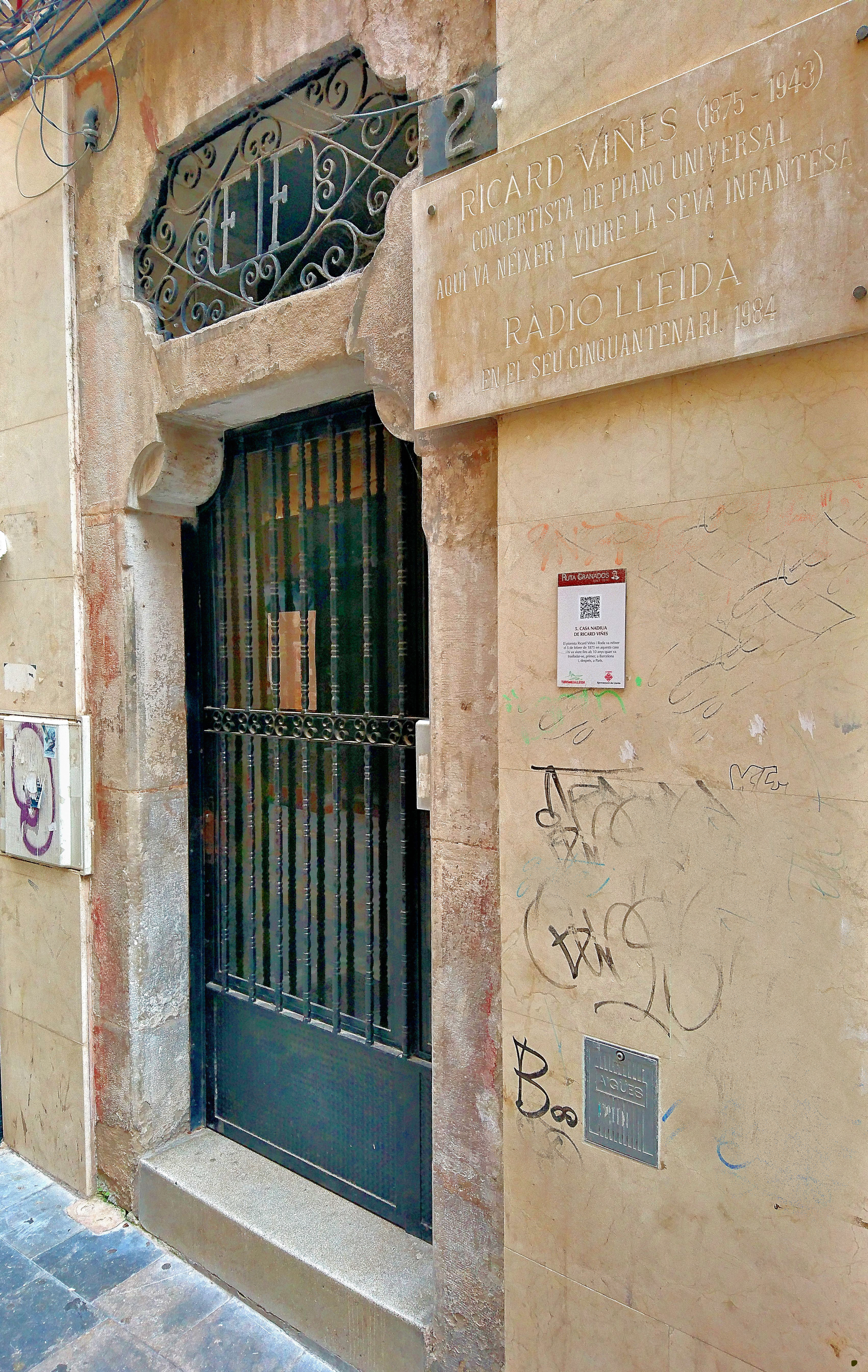
Casa natal de Ricardo Viñes en la calle Caldereries n.º 2 de Lérida

A los siete años comenzó sus estudios musicales con el organista leridano Joaquín Terraza. A los diez años estaba ya en Barcelona y era discípulo de Juan Bautista Pujol, pianista y formador de pianistas. También recibió clases de armonía de Felipe Pedrell. Con doce años, ganó el primer premio de piano de la escuela municipal de música de Barcelona, lo que hizo que fuera becado para ir a París para estudiar piano con Charles Wilfried de Bériot, y composición y armonía con Benjamin Godard y Albert Lavignac. Ganó el Primer Premio del Conservatorio de París. Debutó como concertista en 1895, en la famosa Sala Pleyel; el año 1906 fue elegido miembro del Consejo Superior del Conservatoire. Cuando no estaba de gira (como en el periodo 1930-1935), vivía en París, pero volvía a Lérida, por la fiesta mayor. Se estableció finalmente en Cataluña el año 1940, posiblemente a causa de la ocupación alemana de París; murió en Barcelona tres años más tarde. 
Tuvo mucho éxito como intérprete y divulgador de la música contemporánea francesa y española y actuó mucho en París, pero también a otros países europeos y sudamericanos. Hizo numerosos estrenos: a Maurice Ravel, del que era muy amigo, le estrenó Menuet antique (1898), Jeux d'eau (1902), Pavane pour une infante défunte (1902), Miroirs (1906), y Gaspard de la nuit (1909). Ravel le dedicó dos de sus obras. También estrenó piezas de Claude Debussy, Erik Satie, Enrique Granados, Manuel de Falla, Joaquín Turina, Frederic Mompou y Déodat de Séverac. Contribuyó a difundir la música rusa y sudamericana para piano y en sus conciertos programó obras de Sergei Liapunov, Aleksandr Borodín, Modest Mússorgski, Mili Balakirev, y Nikolai Rimski-Kórsakov, y después de su segunda gira americana dedicó su primer recital parisino a compositores sudamericanos como Alberto Wiliams, Carles Pedrell, Juan José Castro, R.Rodríguez, Heitor Villa-Lobos o Pedro Humberto Allende Sarón.
Además de Ravel, otros compositores le dedicaron obras: Rafael de Aceves (Cordobesa), Séverac (Vers le mas en fête, Coin de cimitiere au primtemps), Constantin Brăiloiu (5 rondes à danser au soleil: danse núm. 1, Ritournelle pour sa mie), Falla (Noche en los Jardines de España), Halffter (Llanto por Ricardo Viñes, 1943), Ana María Elena Idiartborde (Páginas argentinas), Mompou (Recordando a Ricardo Viñes), Montsalvatge (Quatre diàlegs amb el piano), Rodrigo (A l'ombre de Torre Bermeja), Déodat de Séverac (Suite pour piano).
También compuso obras para a piano y para canto. Ejerció la docencia y algunos de sus discípulos se convirtieron en músicos conocidos (Francis Poulenc, Marcelle Meyer o Enriqueta Garreta). Se dedicó también a la crítica musical, con colaboraciones en las revistas Música, Revista Musical de Madrid i Revista Musical Catalana. También escribía poesía en catalán, castellano y francés.
Al morir, su familia heredó su archivo personal. La parte más importante, 836 piezas, fue adquirida por la Universidad de Colorado en Boulder y se conserva en la Ricardo Viñes Piano Music Collection.
En homenaje al músico, la Ayuntamiento de Lérida convoca anualmente el Concurso Internacional de Piano Ricard Viñes.  También tiene una plaza con el su nombre, seguramente la más popular de la ciudad; recientemente ha sido remodelada según un proyecto de la arquitecta internacional Benedetta Tagliabue.
En la antigua plaza se encontraba también una estatua del pianista, realizada en mármol por el escultor Raimundo Cortijo, realizada en el año 1971. La estatua fue restaurada en el año 2016, por el restaurador Albert Gaset y el Ayuntamiento estudió volver a instalarla en la plaza.

## Obras

### Estrenos
| Fecha        | Título                                                                                     | Compositor                         |
| ------------ | ------------------------------------------------------------------------------------------ | ---------------------------------- |
| 1898 004 018 | Menuet antique (dedicat a Ricard Viñes) Sites auriculaires (a dos pianos, amb Marthe Dron) | Maurice Ravel                      |
| 1902 001 010 | Pour le piano (Prélude, Sarabande, Toccata)                                                | Claude Debussy                     |
| 1902 004 005 | Pavane pour une infante défunte                                                            | Maurice Ravel                      |
| 1903 002 028 | Variacions simfòniques                                                                     | César Franck                       |
| 1904 001 009 | Estampes                                                                                   | Claude Debussy                     |
| 1905 001 008 | Concert per a piano i orquesta                                                             | Nikolai Rimski-Kórsakov            |
| 1905 003 025 | Quadres d'una exposició                                                                    | Modest Mússorgski                  |
| 1905 002 010 | Masques L'isle joyeuse                                                                     | Claude Debussy                     |
| 1905 002 018 | En Languedoc                                                                               | Déodat de Séverac                  |
| 1906 001 006 | Miroirs                                                                                    | Maurice Ravel                      |
| 1906 002 006 | Images (1a sèrie)                                                                          | Claude Debussy                     |
| 1908 002 021 | Images (2a sèrie)                                                                          | Claude Debussy                     |
| 1909 001 009 | Gaspard de la nuit                                                                         | Maurice Ravel                      |
| 1909 003 021 | Cuatro piezas españolas                                                                    | Manuel de Falla                    |
| 1911 002 010 | Minstrels Rincones Sevillanos                                                              | Claude Debussy Joaquín Turina      |
| 1913 006 005 | Descriptions automatiques                                                                  | Erik Satie                         |
| 1916 009 013 | Noches en los jardines de España (dedicada Ricard Viñes)                                   | Manuel de Falla                    |
| 1922 001 007 | Scènes d'enfants                                                                           | Frederic Mompou                    |
| 1926 003 005 | Charmes Parc d'atraccions                                                                  | Frederic Mompou Manuel Blancafort  |
| 1926 004 015 | Cants íntims Marche joyeuse                                                                | Manuel Blancafort Ernesto Halffter |
| 1926 006 009 | Cançó i dansa III                                                                          | Frederic Mompou                    |

### Composiciones para piano
- Deux hommages, dedicados a Satie i Séverac
- Quatre hommages pour le piano
- En Verlaine mineur, dedicada a Gabriel Fauré
- Menuet spectral, en memoria de Ravel (1938)
- Thrénodie, ou Funérailles antiques: hommage à la mémoire d'Erik Satie (1927)
- Crinoline ou La Valse au temps de la Montijo, dedicada a Léon-Paul Fargue) (1927)
- Marche funèbre

## Exposiciones
En 2007, el Museo de Arte Jaume Morera de Lérida le dedicó una exposición retrospectiva. Comisariada por Màrius Bernadó, esta exposición fue la primera revisión importante sobre la figura del pianista, en su ciudad natal que, después de su muerte, acogió una parte importante de su legado (objetos personales, partituras, obras de arte, etc.), actualmente depositadas en el Museo de Arte Jaume Morera y en el auditorio municipal.